# (100247) 1994 RA7
(100247) 1994 RA7 es un asteroide perteneciente al cinturón de asteroides, descubierto el 12 de septiembre de 1994 por el equipo del Spacewatch desde el Observatorio Nacional de Kitt Peak, Arizona, Estados Unidos.

## Designación y nombre
Designado provisionalmente como 1994 RA7.

## Características orbitales
1994 RA7 está situado a una distancia media del Sol de 2,351 ua, pudiendo alejarse hasta 2,429 ua y acercarse hasta 2,273 ua. Su excentricidad es 0,033 y la inclinación orbital 1,803 grados. Emplea 1317 días en completar una órbita alrededor del Sol.

## Características físicas
La magnitud absoluta de 1994 RA7 es 16,7.